# 47e régiment d'infanterie territoriale
Pour les articles homonymes, voir 47e régiment.
Le 47e régiment d'infanterie territoriale est un régiment d'infanterie de l'armée de terre française qui a participé à la Première Guerre mondiale.

## Création et différentes dénominations
- 19 mars 1875 : le 47e régiment d'infanterie territoriale reçoit son numéro en prévision de la mobilisation[1]
- août 1914 : formation du 47e régiment d'infanterie territoriale, à trois bataillons
- juillet 1915 : formation des 4e et 5e bataillons[2]
- mars 1918 : dissolution du régiment (1er, 2e et 3e bataillons)
- après l'armistice : dissolution des 4e et 5e bataillons[3]

## Chefs de corps
- août 1914 : lieutenant-colonel de Revel[4]
- décembre 1916 : lieutenant-colonel Tournade[5]
- avril 1917 : lieutenant-colonel Nicloux

## Historique des opérations du47eRIT

### Première Guerre mondiale

#### 1914
Le régiment est formé à Troyes à la mobilisation, avec trois bataillons à quatre compagnies et une section hors-rang.
D'août à septembre, il organise de la défense de la place fortifiée de Toul puis en septembre 1914, il combat à Bois-le-Prêtre jusqu'en mars 1915.

#### 1916
Les 1er et 3e bataillons rejoignent alors la défense de la place fortifiée de Verdun puis sont engagés dans la Bataille de Verdun proprement dite à partir de février 1916. Ils quittent définitivement la région de Verdun en juin 1916 et rejoignent le 2e bataillon resté à Bois-le-Prêtre. 

#### 1917
Le régiment y reste jusqu'en juin 1917

#### 1918
puis rejoint l'Aisne jusqu'en janvier 1918.
Le régiment repart ensuite pour la région de Verdun où il est affecté à des travaux de route. C'est là qu'il est dissous en mars 1918.

## Traditions

### Drapeau
Il porte, cousues en lettres d'or dans ses plis, les inscriptions suivantes :
- Bois-le-Prêtre 1914-1917
- Verdun 1916

### Décorations
Le régiment est cité à l'ordre de la 67e division d'infanterie en 1918 (croix de guerre avec étoile d'argent).